# Mozart (cràter)
Mozart és un cràter d'impacte en el planeta Mercuri de 241 km de diàmetre. Porta el nom del compositor austríac Wolfgang Amadeus Mozart (1756-1791), i el seu nom va ser aprovat per la Unió Astronòmica Internacional el 1976.
L'arc de turons foscos visibles al pis del cràter probablement representen restes d'un pic anul·lar. Una inspecció minuciosa de la zona al voltant del cràter Mozart mostra moltes llargues cadenes de cràters secundaris, formades per impacte del material expulsat durant la formació del cràter principal. El cràter de Mozart es troba just al sud de la conca Caloris.